# Dave Ostlund
Dave Ostlund, właściwie David Ostlund (ur. 7 maja 1981 w Minneapolis, w stanie Minnesota) – amerykański profesjonalny strongman. Drugi Wicemistrz Świata Strongman 2008.
Jeden z najlepszych amerykańskich i światowych siłaczy.

## Życiorys
Dave Ostlund dorastał w mieście Edina. W wieku piętnastu lat rozpoczął treningi siłowe. Był członkiem zespołu lekkoatletycznego i brał udział w zawodach, w pchnięciu kulą i rzucie dyskiem. Od 2001 roku trenuje i startuje jako strongman. W 2003 r. ukończył studia na Uniwersytecie Świętego Tomasza w St. Paul (Minnesota). Pracował w rodzinnej firmie zarządzającej nieruchomościami.
Mieszka w Minneapolis. Od 2005 r. jest żonaty z Kate.

### Mistrzostwa Świata Strongman
Dave Ostlund wziął udział pięciokrotnie w indywidualnych Mistrzostwach Świata Strongman, w latach 2005, 2006, 2007, 2008 i 2009. Zadebiutował na Mistrzostwach Świata Strongman 2005 i od razu znalazł się w finale, na 9. miejscu. W Mistrzostwach Świata Strongman 2006 nie udało mu się zakwalifikować do finału. Mistrzostwa Świata Strongman 2007 zakończył z 6. lokatą, a w Mistrzostwach Świata Strongman 2008 został Drugim Wicemistrzem Świata Strongman.
Wymiary:
- wzrost 201 cm
- waga 145 – 152 kg
- biceps 56 cm
- klatka piersiowa 138 cm
- talia 102 cm

Rekordy życiowe:
- przysiad 349 kg
- wyciskanie 204 kg
- martwy ciąg 376,5 kg

## Osiągnięcia strongman
- 2004

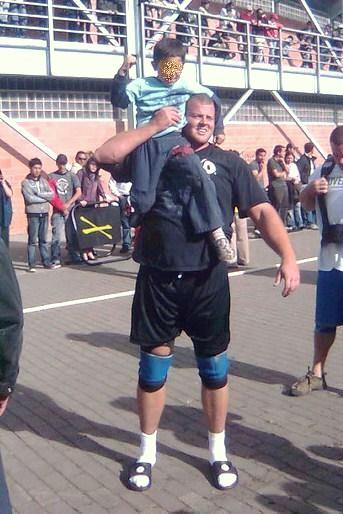
Dave Ostlund, 2008

  - 1. miejsce – Puchar Świata Siłaczy 2004: Edmonton
- 2005
  - 6. miejsce – FitExpo 2005
  - 10. miejsce – Puchar Świata Siłaczy 2005: Mińsk
  - 5. miejsce – Super Seria 2005: Venice Beach
  - 8. miejsce – Super Seria 2005: Malbork
  - 6. miejsce – Super Seria 2005: Varberg
  - 10. miejsce – Super Seria 2005: Mohegan Sun
  - 4. miejsce – Puchar Świata Siłaczy 2005: Ladysmith
  - 9. miejsce – Mistrzostwa Świata Strongman 2005, Chiny
  - 5. miejsce – Puchar Świata Siłaczy 2005: Chanty-Mansyjsk
- 2006
  - 3. miejsce – FitExpo Strongman 2006
  - 9. miejsce – Puchar Świata Siłaczy 2006: Ryga
  - 8. miejsce – Super Seria 2006: Mohegan Sun
  - 6. miejsce – Puchar Świata Siłaczy 2006: Podolsk
- 2007
  - 4. miejsce – All-American Strongman Challenge 2007
  - 1. miejsce – Super Seria 2007: Venice Beach
  - 4. miejsce – Puchar Świata Siłaczy 2007: Moskwa
  - 6. miejsce – Mistrzostwa Świata Strongman 2007, USA
- 2008
  - 3. miejsce – All-American Strongman Challenge 2008
  - 9. miejsce – Super Seria 2008: Mohegan Sun
  - 2. miejsce – Czwarty Pojedynek Gigantów
  - 3. miejsce – Super Seria 2008: Nowy Jork
  - 3. miejsce – Mistrzostwa Świata Strongman 2008
- 2009
  - 10. miejsce – Arnold Strongman Classic, USA
  - 8. miejsce – Mistrzostwa Świata Strongman 2009
  - 6. miejsce – Super Seria 2009: Venice Beach
  - 8. miejsce – Super Seria 2009: Göteborg
- 2010
  - 8. miejsce – All-American Strongman Challenge 2010
  - 6. miejsce – Arnold Strongman Classic 2010, USA